# Paulino Neves
Paulino Neves – miasto i gmina w Brazylii leżące w stanie Maranhão. Gmina zajmuje powierzchnię 979,178 km². Według danych szacunkowych w 2016 roku miasto liczyło 15 779 mieszkańców. Położone jest nad Oceanem Atlantyckim, około 150 km na wschód od stolicy stanu, miasta São Luís, oraz około 1800 km na północ od Brasílii, stolicy kraju. 
W 2014 roku wśród mieszkańców gminy PKB per capita wynosił 4676,27 reais brazylijskich.